# Copa Mundial de Béisbol Sub-23
La Copa del Mundo de Béisbol Sub-23 es un campeonato mundial de béisbol sancionado por la Confederación Mundial de Béisbol y Sóftbol (WBSC), y que sustituye al Campeonato Mundial de Béisbol Universitario. El torneo inaugural fue disputado en noviembre de 2014 en la ciudad de Taichung, Taiwán, como la Copa del Mundo de Béisbol Sub-21. Comenzando con la edición de 2016 en Monterrey, México, el torneo llevará su actual nombre. Cada equipo es representado por jugadores menores a 23 años.

## Resultados
| Copa Mundial de Béisbol Sub-21 | Copa Mundial de Béisbol Sub-21 | Copa Mundial de Béisbol Sub-21 | Copa Mundial de Béisbol Sub-21 | Copa Mundial de Béisbol Sub-21 | Copa Mundial de Béisbol Sub-21 | Copa Mundial de Béisbol Sub-21 |
| Año                            | Sede                           | Posiciones                     | Posiciones                     | Posiciones                     |                                |                                |
| Año                            | Sede                           | Oro                            | Plata                          | Bronce                         |                                |                                |
| ------------------------------ | ------------------------------ | ------------------------------ | ------------------------------ | ------------------------------ | ------------------------------ | ------------------------------ |
| 2014 Detalles                  | Taichung                       | China Taipéi                   | Japón                          | Corea del Sur                  |                                |                                |
|                                |                                |                                |                                |                                |                                |                                |
| Copa Mundial de Béisbol Sub-23 |                                |                                |                                |                                |                                |                                |
| 2016 Detalles                  | Monterrey y Saltillo           | Japón                          | Australia                      | Corea del Sur                  |                                |                                |
| 2018 Detalles                  | Barranquilla y Montería        | México                         | Japón                          | Venezuela                      |                                |                                |
| 2020 Detalles                  | Hermosillo y Ciudad Obregón    | Venezuela                      | México                         | Colombia                       |                                |                                |
| 2022 Detalles                  | Taipei, Taichung y Yunlin      | Japón                          | Corea del Sur                  | China Taipéi                   |                                |                                |
| 2024 Detalles                  | Shaoxing                       | Japón                          | Puerto Rico                    | Nicaragua                      |                                |                                |
| 2026 Detalles                  | Sincelejo                      |                                |                                |                                |                                |                                |

## Medallero histórico
| Posición | País          |   |   |   |   |
| -------- | ------------- | - | - | - | - |
| 1        | Japón         | 3 | 2 | 0 | 5 |
| 2        | México        | 1 | 1 | 0 | 2 |
| 3        | China Taipéi  | 1 | 0 | 1 | 2 |
| 4        | Venezuela     | 1 | 0 | 1 | 2 |
| 5        | Corea del Sur | 0 | 1 | 2 | 3 |
| 6        | Australia     | 0 | 1 | 0 | 1 |
| 7        | Puerto Rico   | 0 | 1 | 0 | 1 |
| 8        | Colombia      | 0 | 0 | 1 | 1 |
| 9        | Nicaragua     | 0 | 0 | 1 | 1 |

## Clasificación histórica
Resumen de las 21 selecciones que han participado en el torneo y sus resultados en las 6 ediciones realizadas hasta ahora.
Actualizado al 15 de septiembre de 2024
| Posición | País                 | Victorias | Derrotas | Ediciones |
| -------- | -------------------- | --------- | -------- | --------- |
| 1        | Japón                | 39        | 5        | 5         |
| 2        | Corea del Sur        | 33        | 19       | 6         |
| 3        | China Taipéi         | 30        | 20       | 6         |
| 4        | Venezuela            | 28        | 21       | 6         |
| 5        | México               | 22        | 20       | 5         |
| 6        | Australia            | 20        | 21       | 5         |
| 7        | Nicaragua            | 19        | 14       | 4         |
| 8        | Colombia             | 18        | 15       | 4         |
| 9        | Puerto Rico          | 15        | 10       | 3         |
| 10       | Países Bajos         | 15        | 24       | 5         |
| 11       | Cuba                 | 10        | 7        | 2         |
| 12       | Panamá               | 10        | 7        | 2         |
| 13       | República Dominicana | 7         | 9        | 2         |
| 14       | República Checa      | 7         | 26       | 4         |
| 15       | China                | 5         | 4        | 1         |
| 16       | Italia               | 4         | 3        | 1         |
| 17       | Argentina            | 3         | 5        | 1         |
| 18       | Sudáfrica            | 3         | 29       | 4         |
| 19       | Nueva Zelanda        | 2         | 5        | 1         |
| 20       | Reino Unido          | 2         | 6        | 1         |
| 21       | Alemania             | 2         | 14       | 2         |
| 21       | Austria              | 0         | 8        | 1         |